# Kurski (Adygeja)
Kurski (russisch Курский) ist ein Dorf (chutor) in Südrussland. Es gehört zur Republik Adygeja und hat 131 Einwohner (Stand 2019). Im Ort gibt es 5 Straßen.

## Geographie
Das Dorf im Südosten des Giaginski Rajon am rechten Ufer des Flusses Fars, 0,5 km südlich des Dorfes Sergijewskoje, 32 km südöstlich des Dorfes Giaginskaja und 32 km nordöstlich der Stadt Maikop. Sergijewskoje, Georgijewskoje, Tambowski und Jekaterinowski sind die nächsten Siedlungen.